# Kindergartenbewegung

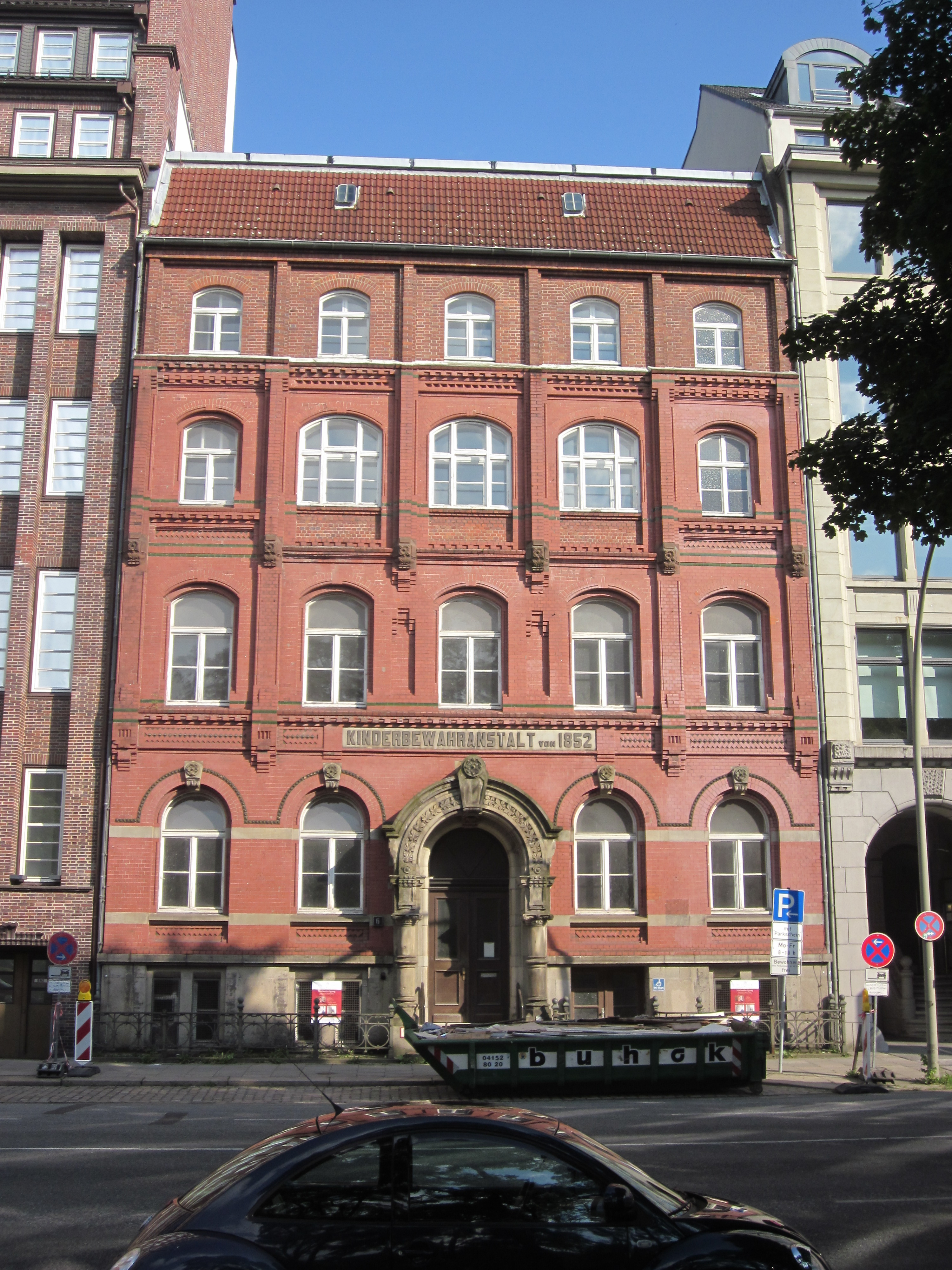
Die Kinderbewahranstalt von 1852 im Holstenwall 6 in der Hamburger Neustadt war eine der ersten Kinderbetreuungseinrichtungen der Stadt.

Die Kindergartenbewegung, ein Begriff der eine soziale Entwicklung im 19. Jahrhundert bezeichnet.

## Überblick
In zahlreichen Städten wurden (seit 1839) Kurse für „Kinderführer“ (woraus die Berufe der Kinderpflegerin und Kindergärtnerin erwuchsen) eingerichtet. Man ging von der bloßen Beaufsichtigung noch nicht schulpflichtiger Kinder durch den Umgang mit Altersgenossen in den neu entstehenden Anstalten, den „Kindergärten“, die aus den Kinderbewahranstalten und Spielschulen hervorgingen, für die geistige Entwicklung mit kindlichen Spielen und Erziehung zur Selbsttätigkeit unter weiblicher Anleitung zu didaktisch aufbereiteten Lernzielen über.
So wurden die Kinder dazu angehalten besonders Tiere und Pflanzen, auch sonst schöne und bedeutsame Körperformen in der Natur zu beobachten und diese Beobachtungen auszusprechen und zu besingen. Daneben leitete man sie zu allerhand Spielen, wie Bewegungs- und Geistesspielen an. Beim Flechten, Falten, Ausschneiden, Zeichnen und ähnlichem wurde der Übergang vom Spiel zu ernsterer Beschäftigung angebahnt. Diesen Spielen gingen Sprech- und Singübungen zur Seite.

## Geschichte
Mit dem „Erziehungsruf“ Kommt laßt uns unseren Kindern leben! suchte Friedrich Fröbel von 1838 an die Freunde der frühen Kindheitspflege zu einen. Als Motto stand dieses Wort auf den Veröffentlichungen für die Kindergartenbewegung.